# Adrien Franchet

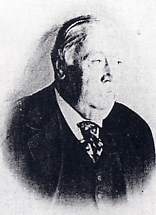
Adrien Franchet.

Adrien René Franchet, född 21 april 1834, död 15 februari 1900, var en fransk botaniker.
Franchet var tjänsteman vid naturhistoriska museet i Paris och en av de främsta kännarna av Ost- och Centralasiens flora. Han beskrev växter från Japan (1875–1879, i samarbete med Ludovic Savatier), Turkestan (1883), Tibet (1887–1892) och Kina (1883–1900).